# Owen Moore
Owen Moore (12 de desembre de 1886 a Fordstown Crossroads, Comtat de Meath, Irlanda – 9 de juny de 1939), actor irlandès de cinema.

## Biografia
Al costat dels seus germans Tom i Matt, va emigrar als Estats Units i els tres van tenir una carrera d'èxits en la indústria cinematogràfica a Hollywood.
Moore va fer 279 pel·lícules entre els anys 1908 i 1937, possiblement més que qualsevol altre actor. Treballant als Biograph Studios de D.W. Griffith, Owen Moore va conèixer a una jove actriu canadenca anomenada Gladys Smith amb qui es va casar el 7 de gener de 1911. Al principi van mantenir en secret el matrimoni a causa de la forta oposició de la mare de Gladys. No obstant això, Gladys Moore aviat sobrepassaria al seu marit amb el seu nom teatral, Mary Pickford.
El 1912, va signar amb els Victor Studios, coprotagonizant moltes de les seves pel·lícules amb l'actriu i propietària de l'estudi Florence Lawrence. Posteriorment, Mary Pickford va deixar els estudis Biograph para unir-se a la IMP Co., la qual havia perdut a la seva estrella principal, Florence Lawrence, amiga canadenca de Pickford.
Carl Laemmle, propietari de IMP Co., va accedir que el seu marit signés també com a part del tracte. Aquesta humiliació, així com el salt a la fama de la seva esposa, va afectar dràsticament a Owen Moore, que va caure a l'alcoholisme i en una conducta que va derivar en violència contra Pickford. El matrimoni va durar poc, i Mary Pickford el va deixar per l'actor Douglas Fairbanks.
Owen Moore es va casar per segona vegada amb una altra actriu de cinema mut, Katherine Perry. Va morir a Beverly Hills i va ser enterrat al Cementiri Calvary de Los Angeles. Se li va concedir l'estrella al Passeig de la Fama de Hollywood.

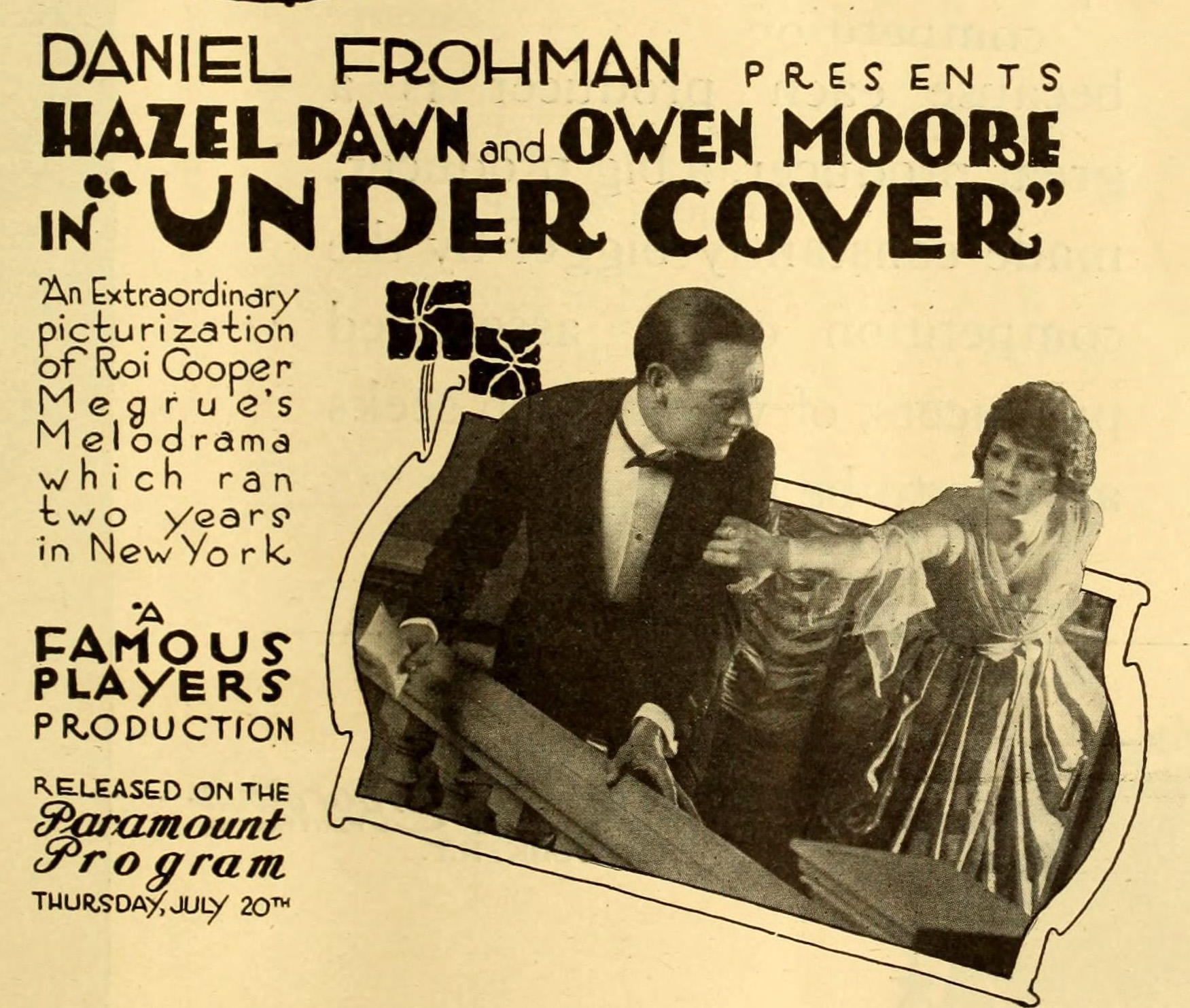
Under Cover (1916)

## Filmografia seleccionada
- The Guerrilla - (1908)
- Two Memories - (1909)
- A Drunkard's Reformation - (1909)
- The Hessian Renegades - (1909)
- The Lonely Villa - (1909)
- Her First Biscuits - (1909)
- Pippa Passes - (1909)
- A Corner in Wheat - (1909)
- The Sealed Room - (1909)
- In Old Kentucky - (1909)
- Resurrection - (1909)
- To Save Her Soul (1909)
- In the Border States - (1910)
- What the Daisy Said - (1910)
- The Fugitive - (1910)
- Their First Misunderstanding - (1911)
- The Better Way - (1911)
- In the Sultan's Garden (1911)
- The Courting of Mary (1911)
- Caprice (1913)
- The Battle of the sexes - (1914)
- Home Sweet Home - (1914)
- Mabel Lost and Won - (1915)
- Little Meena's Romance - (1916)
- The Crimson Gardenia - (1919)
- Torment - (1924)
- The Blackbird - (1926)
- The Road to Mandalay (1926)
- The Red Mill - (1927)
- The Taxi Dancer - (1927)
- High Voltage - (1929)
- Side Street - (1929)
- Hush Money - (1931)
- Stout Hearts and Willing Hands - (1931)
- As You Desire Me - (1932)
- She Done Him Wrong  - (1933)
- A Man of Sentiment - (1933)
- Ha nascut una estrella (A Star Is Born)- (1937)